# Le Mesnil-Angot
Le Mesnil-Angot è un comune francese soppresso e frazione di 50 abitanti (1999) situato nel dipartimento della Manica nella regione della Normandia.
Il 28 febbraio 2007 si è fuso con il comune di Graignes per formare il nuovo comune di Graignes-Mesnil-Angot.
È nel territorio del cantone di Saint-Jean-de-Daye nell'Arrondissement di Saint-Lô.

## Società

### Evoluzione demografica
Abitanti censiti